# Roger Grimau
Roger Grimau Gragera (ur. 14 lipca 1978 w Barcelonie) – hiszpański koszykarz, występujący na pozycjach rzucającego obrońcy lub niskiego skrzydłowego. Po zakończeniu kariery zawodniczej trener koszykarski, obecnie trener JAC Sants.

## Osiągnięcia
Na podstawie, o ile nie zaznaczono inaczej.
- Mistrz:
  - Euroligi (2010)
  - Hiszpanii (2004, 2009, 2011)
  - II ligi hiszpańskiej LEB Oro (2001)
  - Katalonii (1998, 2002, 2004, 2009, 2010)
- Wicemistrz:
  - Eurocup (2013)
  - Hiszpanii (2007, 2008, 2010)
  - Katalonii (1999, 2003, 2005, 2006, 2008)
- Zdobywca:
  - pucharu Hiszpanii (2007, 2010, 2011)
  - superpucharu Hiszpanii (2004, 2009, 2010)

### Indywidualne
- MVP
  - finałów mistrzostw Katalonii (2002)
  - miesiąca ACB (luty 2002)
  - kolejki ACB (7, 18–22 2001/2002)
- Uczestnik meczu gwiazd II ligi hiszpańskiej LEB Oro (2000, 2001)

### Reprezentacja
- Mistrz igrzysk śródziemnomorskich (2001)
- Wicemistrz Europy (2003)
- Uczestnik:
  - kwalifikacji do Eurobasketu (2003)
  - mistrzostw Europy U–22 (1998 – 4. miejsce)